# Psychické zneužívání
Psychické zneužívání, psychické násilí nebo citové týrání je forma zneužívání charakterizovaná osobou, která podrobuje nebo vystavuje jinou osobu chování, které může mít za následek psychické trauma, včetně úzkosti, chronické deprese nebo posttraumatické stresové poruchy. Je často spojeno se situacemi nerovnováhy moci v zneužívajících vztazích; může zahrnovat citovou šikanu, psychické domácí násilí, různé formy šikany na pracovišti nebo ve společenské skupině a psychickou či emocionální manipulaci jako např. tzv. „gaslighting“. Mimo kontext osobních vztahů psychické zneužívání rovněž může být pácháno osobami, které provádějí mučení, jiné násilí, akutní nebo dlouhodobé porušování lidských práv, jako je zadržení bez soudního řízení, falešná obvinění, falešná odsouzení a hanobení.

## Definice
Psychické zneužívání má negativní dopad na stav duševního zdraví cílené osoby. Psychologové Rogers a Follingstand popisují psychické zneužívání jako „řadu averzivních chování, která mají za následek ublížení jednotlivci skrze donucování, kontrolu, verbální zneužívání, monitorování, izolaci, ohrožení, žárlivost, ponížení, manipulaci, zacházení s člověkem jako podřadného, vytváření nepřátelského prostředí, zranění osoby v oblasti jejich sexuality a/nebo věrnosti, ignorování a vyhýbání se partnerovi emocionálně a/nebo fyzicky.